# Písničky z roku raz dva
Písničky z roku raz dva je první samostatné studiové album české hudební skupiny Spirituál kvintet, vydané v roce 1972 ve spolupráci Supraphonu, Grammofonového klubu a Hi-Fi klubu Svazarmu. Nahráno bylo v únoru 1972 ve studiu Supraphonu v Dejvicích. Spirituál Kvintet hraje v sestavě Jarka Hadrabová, Oldřich Ortinský, Jan Thorovský, Jiří Tichota, Dušan Vančura, Karel Zich. Album je postavené na renesančních písních, často Jiřím Tichotou vyzdvižených ze starých loutnových tabulatur. Je jediným studiovým albem, kde zpívá Jan Thorovský, píseň Růžička, v jeho podání, se stala jednou z nejznámějších písní Spirituálu.
V roce 2003 vyšlo v reedici u hudební vydavatelství Sony Music.

## Seznam skladeb
| Pořadí         | Název                                | Autor          | Délka |
| -------------- | ------------------------------------ | -------------- | ----- |
| 1.             | Růžička                              |                | 2:34  |
| 2.             | Svatební košile                      |                | 2:38  |
| 3.             | Dindirindin                          |                | 1:50  |
| 4.             | Carmina amorosa                      |                | 2:10  |
| 5.             | Pavana za deset švestkových knedlíků | Thoinot Arbeau | 2:35  |
| 6.             | Vandrování                           |                | 2:24  |
| 7.             | Trh ve Scaroborough                  |                | 3:43  |
| 8.             | Batalión                             |                | 2:47  |
| 9.             | U Karlova Týna                       |                | 1:56  |
| 10.            | Ave tu pura puella                   |                | 2:57  |
| 11.            | Ovčák                                |                | 2:17  |
| 12.            | Podzimní                             |                | 2:15  |
| 13.            | Tři bratří                           |                | 3:10  |
| Celková délka: | Celková délka:                       | Celková délka: | 33:22 |